# Tommy Potter
Charles Thomas Potter  (Philadelphia, 21 september 1918 - aldaar, 3 maart 1988) was een Amerikaans jazzcontrabassist.

## Biografie
Potter begon pas op 21-jarige leeftijd contrabas te spelen, nadat hij eerder onderricht had gehad op de piano en de gitaar. Deze verlate opkomst mag althans deels verklaren, waarom Potter het nooit heeft gebracht tot een virtuoos van het niveau van de jongere Oscar Pettiford. In zijn spelopvatting lijkt hij eerder op een gevorderd muzikant van de swing-stijl, wiens bijzondere gave daarin lag, de vaak uitgesproken snelle tempi probleemloos te kunnen verwerken. Bovendien vulde zich de speelwijze van de bassist uitstekend aan met de beide andere muzikanten van de ritmegroep van het kwintet van Charlie Parker uit deze tijd, namelijk de drummer Max Roach en de pianist Duke Jordan. Aangezien bovendien ook nog de jonge trompettist Miles Davis lid van de band was, werd deze bezetting door veel fans en critici voor een van de muzikaal overtuigendste in Parkers carrière genoemd. Ze is voorts op platen bijzonder goed gedocumenteerd. Deze talrijke opnamen geven een goede indruk van het solide, niet spectaculaire begeleidend werk van Potter.
Potter en Parker ontmoetten elkaar in 1944 tijdens hun gezamenlijke tijd in de bigband van de zanger Billy Eckstine, waartoe de bassist na zijn eerste ervaringen in meer traditionele swingensembles (bijvoorbeeld met de trombonist Trummy Young) was gestoten. De Eckstine-band uit 1943 tot 1945 telt tot heden als een van de vroegste kweekvijvers van de modernjazz.
Afgezien van perioden van intensieve tourneeactiviteiten (zoals met Parker in Europa in 1949 en verschillende keren met Jazz at the Philharmonic),verzekerde de bassist zich naast zijn muzikale werkzaamheden ook steeds van burgerlijke beroepen. Niettemin bezorgde zijn faam als de bassist van Charlie Parker hem over decennia aan regelmatige verbintenissen met de grote namen van het jazzcircuit, waaronder Earl Hines, Count Basie en Benny Goodman, maar ook sterren van de moderne jazzstijl als Gil Evans (Great Jazz Standards, 1959) en Stan Getz.

## Overlijden
Tommy Potter overleed in maart 1988 op 69-jarige leeftijd.